# Khan Shatyr

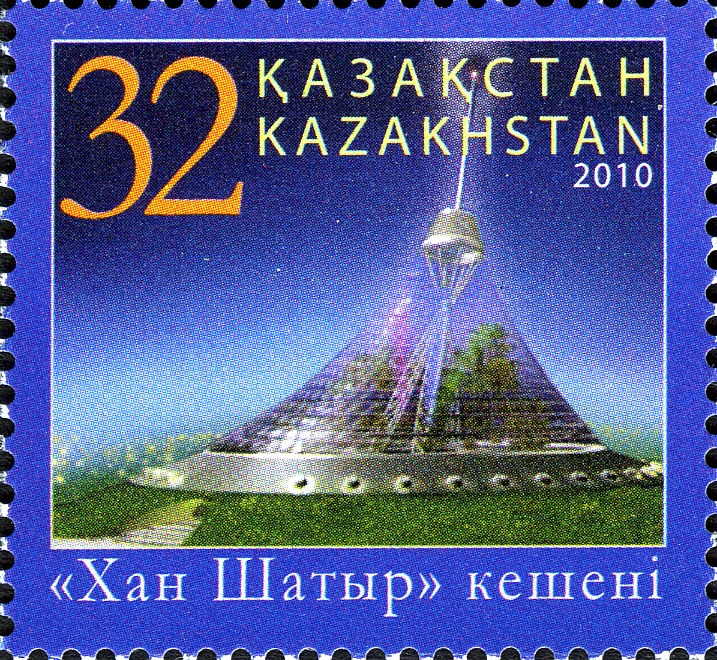
Frimärke 2010 med Khan Shatyr som motiv.

Khan Shatyr ( ryska: bokstavligen "kungligt tält") är ett nöjescenter i form av ett jättelikt transparent tält i Kazakstans huvudstad Astana. Byggnaden öppnades den 6 juli 2010. Byggnaden rymmer 10000 personer och innehåller en tropisk strand och en nöjespark. Byggkostnaderna uppgick till cirka 260 miljoner dollar. Efter Palace of Peace and Reconciliation är detta är det andra projektet av den brittiske arkitekten Norman Foster (Foster and Partners) i Astana.

## Historia
Den arkitektoniska projektet presenterades officiellt av Nursultan Nazarbajev, Kazakstans president, den 7 december 2006. I december 2008 slutfördes den svåraste byggfasen av tältet. Under loppet av två veckor restes det 150 meter höga trebenta stativet.
Öppningsceremonin ägde rum den 6 juli 2010, på den kazakstanska presidentens 70-årsdag. Vid ceremonin deltog många statsöverhuvud från de oberoende staternas samvälde. Den italienska tenoren Andrea Bocelli gav en konsert under firandet. Kostnaden för öppningsceremonin uppgick till mer än tio miljoner dollar.